# ルイ・ボニネ
ルイ・ボニネ（Louis Bonnier、1856年6月14日 - 1946年）は、フランスの建築家。
パリ市の建築査察官として公共建築の監督や審査を行うその一方で自ら設計も手がける。また雑誌アルシクチュールの編集など、ジャーナリズム方面にも加わる。
1912年に、自ら設計したグルネル街の小学校学校建築として機能と装飾の両者を実現した建物として高く評価された。第一次世界大戦後に設計されたパリ・ビュット・オ・カーユの市立プールはゴシックの構成を連想させる鉄筋コンクリートで、レンガで覆った入り口塔を設置、穏やかで落ち着きのある建築となっている。